# One Piece: The Cursed Holy Sword
One Piece: The Cursed Holy Sword (яп. ONE PIECE 呪われた聖剣, Wan Pīsu: Norowareta Seiken, укр. One Piece: Проклятий святий меч) — анімаційний пригодницький фільм 2004 року, режисером якого є Кадзухіса Такеноучі, а сценаристом Йошіюкі Суга. Це п’ятий повнометражний фільм у серії фільмів One Piece. Він здебільшого зосереджений на члені піратів Солом’яного капелюха, Ророноа Зоро.

## Сюжет
Зоро відволікається від екіпажу, коли його заманюють підлеглі його дитячого друга Саги. У пошуках Зоро, пірати Солом’яного капелюха зустрічають молоду священицю Маю. Луффі та Усопп губляться та зустрічають Сагу, в той час як люди Саги атакують село Маї. Зоро, разом з ними, забирає три фіолетові кулі у Маї, до яких не може доторкнутися жоден з підлеглих Саги. Луффі б'ється з Сагою, але під час бою падає з високої скелі, через що Усопп стрибає слідом за ним. Зоро повертається до Саги з кульками та викидає їх у колодязь.
Луффі та Усопп знаходять тунельну систему і досліджують її, де випадково натрапляють на кулі та забирають їх із собою. Тим часом в селі решта піратів Солом’яного капелюха дізнаються про злий Сімезірковий меч, що контролює Сагу, а також про вкрадені кулі, які необхідні для запечатання сили меча. Луффі та Усопп виходять з-під землі прямо перед ними. Почувши історію, пірати вирішують допомогти. Зоро дізнається, що Сага знаходиться під контролем Сімезіркового меча, і що Сага планує зробити його першою жертвою меча. Починається бій, під час якого Зоро намагається знищити проклятий меч.
Використовуючи кулі, Мая проводить ритуал, щоб запобігти повному пробудженню сили меча. Сага перемагає Зоро, але перш ніж вбити його, ритуал привертає його увагу, і він поспішає його перервати. Коли сила меча починає пробуджуватися, Сага знову б’ється з Луффі. Під час їхнього бою меч руйнується, і його сила переходить у тіло Саги. З’являється Зоро і перемагає Сагу. Після того, як проклята сила покидає тіло Саги, а його розум звільняється від злого впливу, пірати Солом’яного капелюха вирушають у нову подорож.